# Semana Santa en España

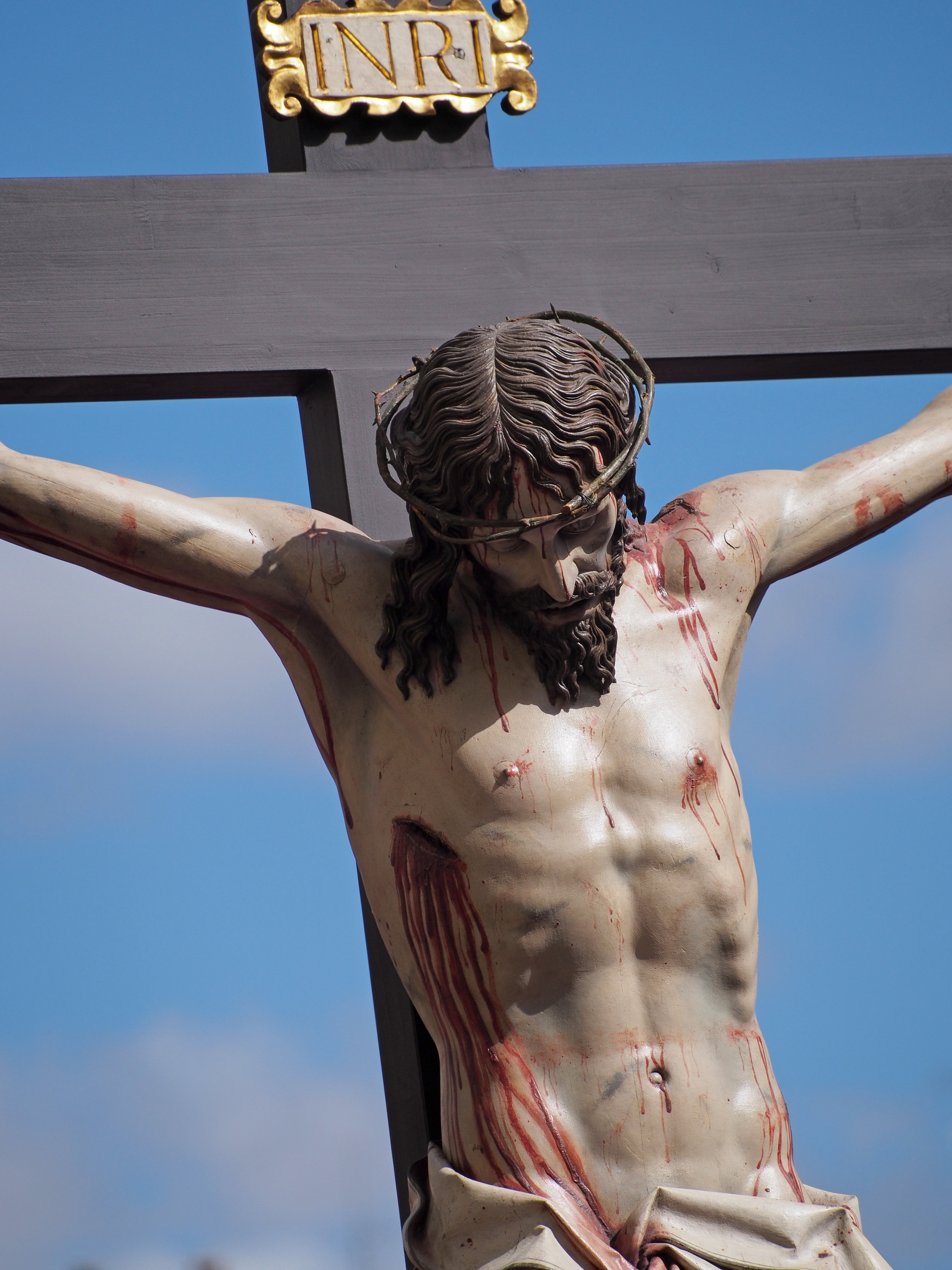
El Santísimo Cristo de la Luz, la mejor representación terrenal del cuerpo de Jesucristo procesiona en la Semana Santa española.

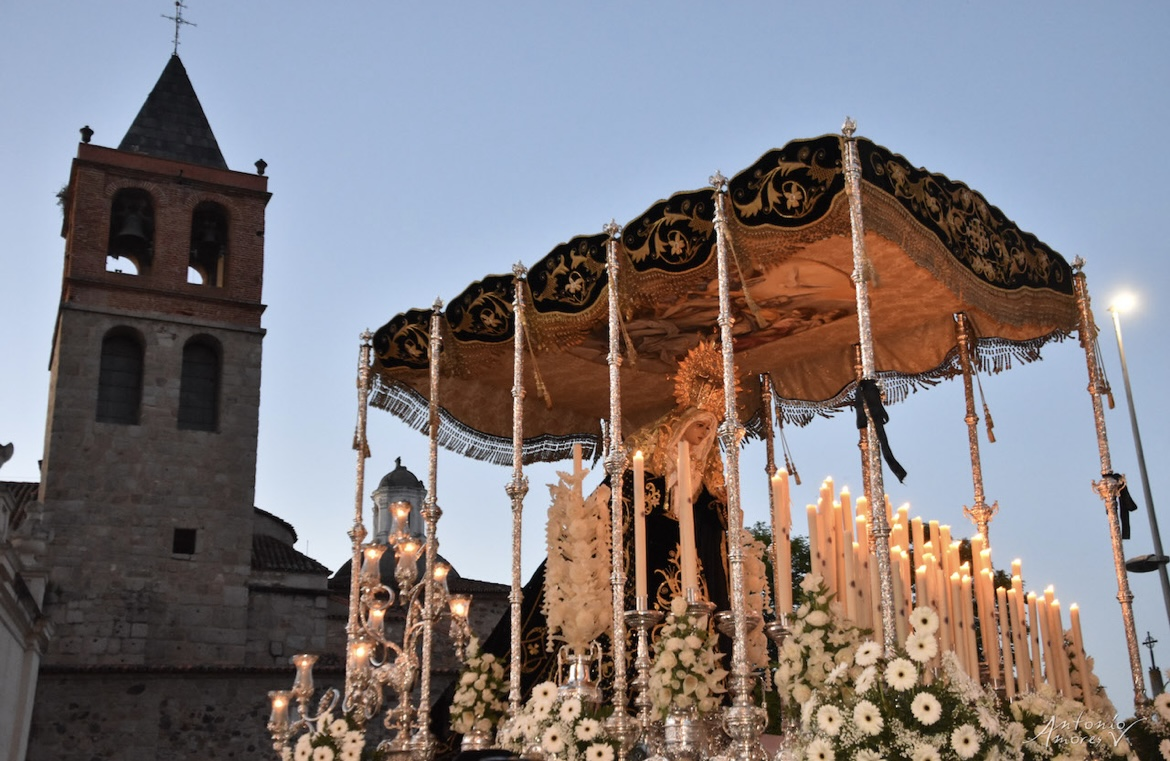
Nuestra Señora del Mayor Dolor durante su estación de penitencia de 2022 en la Semana Santa de Mérida declarada de interés turístico internacional.

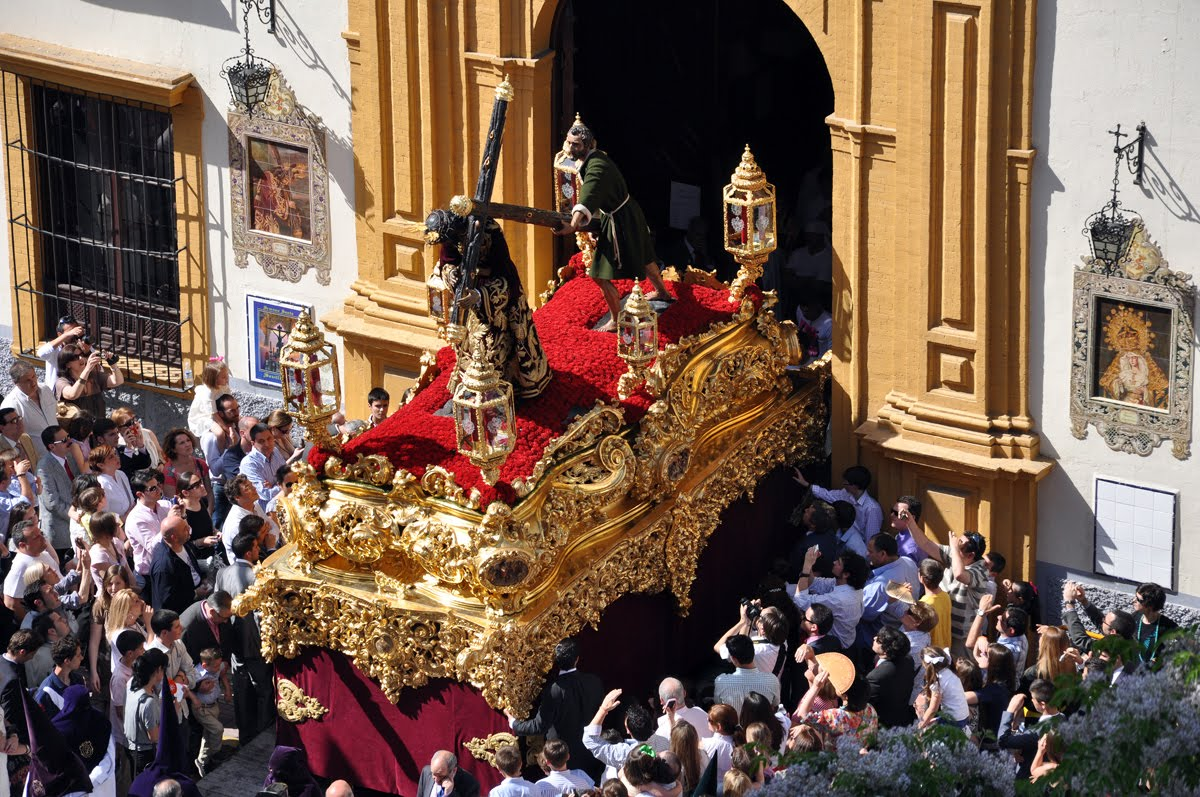
Salida de Nuestro Padre Jesús de las Penas de San Roque, Sevilla.

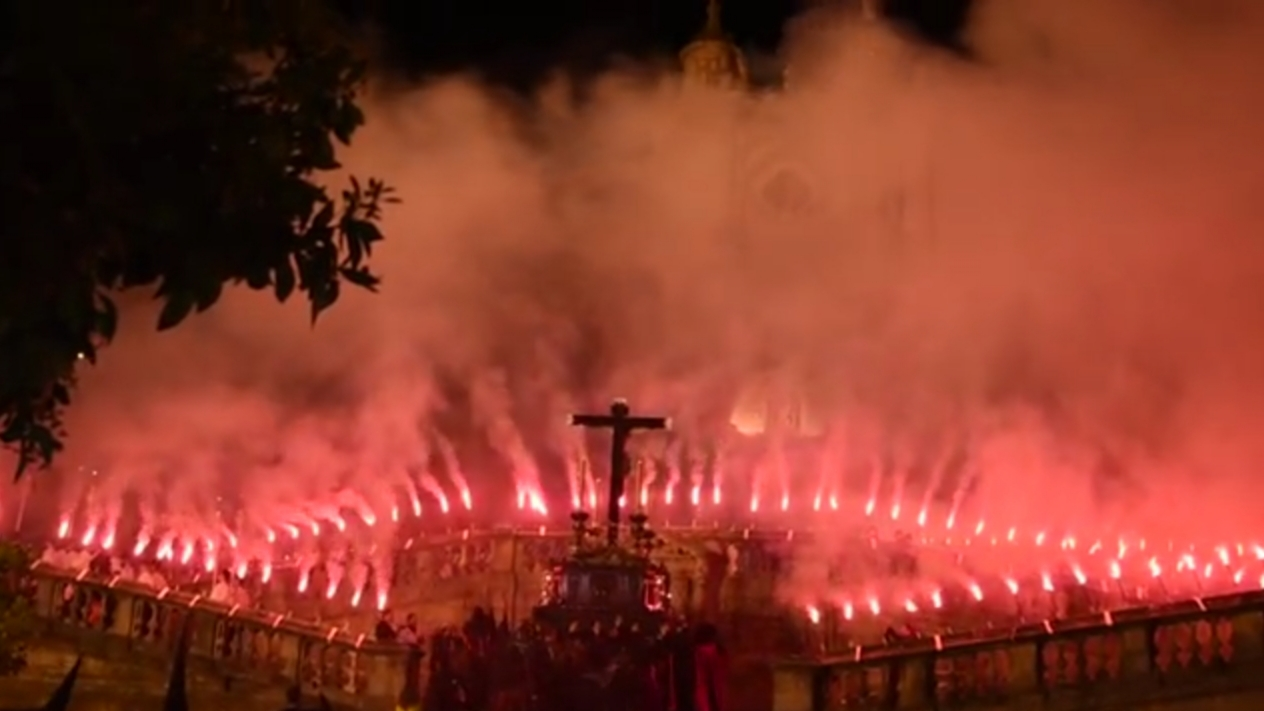
Regreso a la Catedral del Cristo de la Viga, Jerez de la Frontera.

La Semana Santa en España se celebra con la salida a la calle de las procesiones organizadas por hermandades y cofradías. Las manifestaciones de fe están influidas por la tradición, que a su vez está vinculada con las costumbres de cada pueblo.
La Semana Santa coincide con la última semana de Cuaresma del calendario católico. Está situada entre el Domingo de Ramos y el Domingo de Resurrección. A veces se la llama Semana Mayor. Las procesiones hasta el Sábado Santo reciben el nombre de estación de penitencia. Las procesiones que tienen lugar el Domingo de Resurrección no son de penitencia, sino de gloria. El cortejo cuenta con unas andas, llamadas pasos —en algunas localidades llamadas "tronos"—, sobre las que procesionan esculturas con los personajes evangélicos relacionados con la detención, muerte y resurrección de Cristo. Los hermanos de las cofradías que participan en el cortejo lo suelen hacer ataviados con túnicas y gorros cónicos forrados con una tela que les sirve de antifaz. Estos hermanos suelen conocerse como cofrades, nazarenos o penitentes.
Algunas celebraciones en enclaves concretos han recibido reconocimiento de Interés Turístico Internacional o Nacional. La Semana Santa en España fue declarada Manifestación Representativa del Patrimonio Cultural Inmaterial en 2017. También existe un expediente para ser declarada manifestación representativa del Patrimonio Cultural Inmaterial de la Humanidad (PCI).

## Calendario litúrgico católico
La Semana Santa es la posterior a la quinta semana de Cuaresma. La Semana Santa da comienzo a la Pascua, que dura siete semanas. El último fin de semana de Cuaresma recibe atención por parte de algunas cofradías españolas que celebran algunas procesiones por considerarse Viernes de Dolores, Sábado de Pasión y Domingo de Ramos. El conocido como Domingo de Ramos sí está reconocido por la Iglesia como comienzo de la Pascua y recibe el nombre oficial de Domingo de Pasión. El nombre "de Ramos" le viene dado porque en muchas ciudades españolas se celebra ese día una procesión con la entrada de Jesús en Jerusalén a lomos de una borriquita recibido con alabanzasviva jesus hechas con ramas (de olivo y de palmera) por los jerusalemitas y los apóstoles. Al Domingo de Pasión (o de Ramos) le sigue un lunes, un martes y un miércoles sin mención específica en el calendario litúrgico pero que en el seno de la festividad hispana reciben el nombre de Lunes Santo, Martes Santo y Miércoles Santo. El Jueves Santo y el Viernes Santo sí reciben esta mención en el calendario litúrgico ya que en esos días se sitúa la última cena, el arresto y la crucifixión de Jesús. El Sábado Santo recibe el nombre católico de Vigilia Pascual y el Domingo de Resurrección recibe el nombre de Domingo de Pascua.

## Indulgencia
En la Iglesia católica, la indulgencia plenaria se concede una vez al día mediante el Enchiridion Indulgentiarum de 1999, en los siguientes casos:
1. Adoración del Santísimo Sacramento durante al menos media hora.
2. El piadoso ejercicio del Vía crucis.
3. Recitación del Rosario mariano o del himno Akathistos, en la iglesia o en un oratorio; o en una familia, una comunidad religiosa, o una congregación de fieles o, en general, cuando varios de los fieles se reúnen para cualquier buen fin.
4. La devota lectura o escucha de las Sagradas Escrituras durante al menos media hora.

## Historia

### Baja Edad Media y Renacimiento
Dentro del periodo cofrade bajomedieval podemos distinguir tres periodos: de 1050 a 1150, los comienzos; de 1150 a 1350, el apogeo; de 1350 a 1500, cuando se produce un cambio de mentalidad. Aunque hoy se use indistintamente el término "cofradía" y "hermandad", en todos los documentos bajomedievales son llamadas cofradías. En esta etapa se juntaban miembros del mismo gremio o estamento con fines benéficos o para rendir culto a un santo patrón.
La religiosidad del europeo occidental de la Edad Media era comunitaria y, aunque en la sociedad había pecado, la religión impregnaba toda la vida social. La religiosidad también era festiva y era motivo de algunas celebraciones. Además, la piedad de aquel hombre estaba llena de santos y devociones particulares.
Las cofradías pueden ser piadosas, constructoras (que apoyaban la construcción de edificios religiosos, hospitales, puentes, etc.), benefactoras (para dar ayuda a desamparados, realizar entierros, de reparto de dinero o comida, etc), de personas pertenecientes a un grupo social (gremiales, de clérigos, etc), de personas pertenecientes a una misma etnia o región y religioso-políticas (militares, de merced a cautivos, de caridad, etc.). Dentro de las cofradías piadosas están las cultuales (de Cristo, de María o de santos), las parroquiales, las que de salvación personal o de la de difuntos y las de penitencia.
Las cofradías de penitencia, que son las que procesionan en Semana Santa, se fundan a partir del siglo XVI. Para el sacerdote Federico Gutiérrez, experto en temas de Semana Santa, estas se organizan en el siglo XVI como resultado del desafío de Lutero a la sede de Roma a partir de 1517, del Concilio de Trento de 1545 y de los primeros autos de fe. En estas circunstancias el pueblo sentía la necesidad de salir a la calle a demostrar su catolicismo en un culto público. El historiador José Sánchez Herrero dice que el origen de las cofradías de penitencia tiene su origen en nueve factores:
- La gran mortandad de 1347 a 1350. La peste negra provoca un descenso de la población del 40 al 60 por cierto y las epidemias se repiten de forma cíclica cada siete o quince años hasta el 1400. Castilla se recuperará demográficamente a lo largo del siglo XV pero la región de Cataluña no lo hará hasta mucho más tarde.[19]
- Esta alta mortandad provoca un cambio de concepto y de mentalidad en torno a la muerte. La devoción cristiana ya no es gozosa, sino que es dolorosa. Por ello se hace hincapié en la Pasión y la muerte de Jesús y no en la resurrección.[19]
- A partir del siglo XIV los grupos de flagelantes se hicieron más nutridos en Europa. Aunque existían antes de las epidemias de peste se hicieron más numerosos.[20]
- Se desarrollará un teatro en torno a la muerte. Entre 1430 y 1440 llegan a Castilla y León las "danzas de la muerte", que son unas representaciones litúrgicas y paralitúrgicas de la Pasión o Descendimiento.[20]
- El papel de san Vicente Ferrer. Aunque las cofradías de flagelantes que procesionaban entonando cánticos de penitencia y disciplinándose en público existieron en Europa desde antes del siglo XIII. Algunos grupos fueron condenados por el papa Clemente VI y sus líderes, como Gerardo Segareli en el 1300 y Dolcino de Novara en 1307, fueron ejecutados. Otros permanecieron dentro de la Iglesia. Hubo otro grupo de flagelantes próximo a san Antonio de Padua, que falleció en 1231. Hubo otro grupo en Perugia promovido por el eremita agustino fray Rainiero Fasani en el 1260. A finales del siglo XIV y comienzos del XV los dominicos impulsaron a disciplinantes como el beato Ambriosio de Siena, el beato Juan Dominici y Venturino de Bérgamo.[20]

Desde 1399 san Vicente Ferrer recorre los caminos de España creando compañías de disciplinantes y fomenta la práctica de la flagelación poniendo como ejemplo a santo Domingo, san Francisco de Asís y san Bernardo. Procesionaban de noche, encapuchados y vestidos con una túnica particular. Estos grupos iban a misa, se confesaban, comulgaban los domingos y ayunaban determinados días. Se criticaba a los que se flagelaban por dinero o comida y se decía que eran falsos disciplinantes. Vicente Ferrer escribió un libro de reglas para los disciplinantes titulado Ordinacions y establisments para la cofradia de Preciosa Sanch de J.C. anomenada dels Disciplinants. El manuscrito jamás se ha encontrado, ni tampoco la edición impresa publicada en Barcelona en 1547.
Aunque se ha mencionado a algunas cofradías disciplinantes y flagelantes, lo cierto es que tras el siglo XVI fueron en declive y los obispos empezaron a reprobarlas ya en el siglo XVII. Finalmente, Carlos III las prohibió mediante una Real Cédula del 20 de febrero de 1777, alegando que no eran edificantes ni verdaderamente devocionales.
- El papel de los franciscanos. Según el historiador G. Rubio:

La fundación de las cofradías de Pasión procede de la devoción substancial en la vida franciscana a estos misterios y la posesión y guarda de los Santos Lugares en Tierra Santa. Cuando los franciscanos que habían estado en Tierra Santa regresan a sus respectivas provincias de origen, hicieron surgir muchas prácticas conmemorativas de la Pasión, las cofradías de Pasión, el Vía Crucis
G. Rubio. La custodia franciscana de Sevilla, 1953.

Por toda España surgieron cofradías en torno a reliquias supuestamente verdaderas de la cruz de Jesús. Estas reliquias pudieron haber sido traídas de Tierra Santa por los franciscanos. Este culto a la verdadera cruz (la Vera Cruz) hizo que se creasen cofradías con este título. La primera documentación de una cofradía de la Vera Cruz data de 1494 en la iglesia de San Juan de Puerta Nueva de Zamora. En 1506 el franciscano fray Diego de Bobadilla creó la Cofradía de la Vera Cruz de Salamanca. En 1515 se crea otra en un convento franciscano de Alcañices. En Sevilla también se creará una cofradía de la Vera Cruz en fecha indeterminada de la mano de una cofradía de la Sangre creada en torno a 1448 en una capilla de la Casa Grande de San Francisco.
En 1420 el beato Álvaro de Córdoba regresa de Tierra Santa y halla en Sierra Morena un lugar soleado y escarpado topográficamente parecido a Jerusalén. Posteriormente, construyó capillas en sitios de ese paraje y las bautizó como cada uno de los Santos Lugares. Este fue el primer vía crucis de Europa. Un siglo después, el noble sevillano Fadrique Enríquez de Ribera realizó un viaje a Jerusalén de 1518 a 1520 y, a su regreso a Sevilla, organizó un vía crucis desde su palacio hasta un templete o humilladero con una cruz. Desde el palacio hasta la cruz había la misma distancia que desde la casa de Poncio Pilatos al Gólgota de Jerusalén, por lo que el palacio hispalense pasó a ser conocido como Casa de Pilatos.
- La acción de los genoveses. En España existía una abundante población de origen genovés. En el siglo XVI los genoveses fundan la cofradía de la Piedad en Valladolid, mientras la corte de Carlos I se encontraba en esa ciudad. El 1579 hay constancia de grupos de genoveses disciplinantes que procesionaban el Jueves Santo en Sevilla, aunque sin cofradía formada.[24]
- La acción de los castellanos. En Valladolid se fundó en 1531 una cofradía de disciplinantes bajo la advocación de la Pasión y ese mismo año se fundó en Sevilla la Hermandad de los Martirios y Sangre de Nuestro Señor Jesucristo, que en 1577 pasó a llamarse Hermandad de la Sagrada Pasión de Nuestro Señor Jesucristo para emular a la de Valladolid.[24]
- Sacar las imágenes a la calle. Las procesiones en la Baja Edad Media se hacían con las reliquias o simplemente con un crucifijo.[24] La Cofradía de la Vera Cruz debió de procesionar con un crucifijo por Sevilla a partir de 1468. También hay constancia de que se sacaba en procesión un crucifijo del convento de San Agustín de Sevilla que llevaba ahí desde 1314.[24] El hecho de sacar a las esculturas religiosas en procesión es algo que se produce a partir del siglo XVI.[24]

### Edad Contemporánea

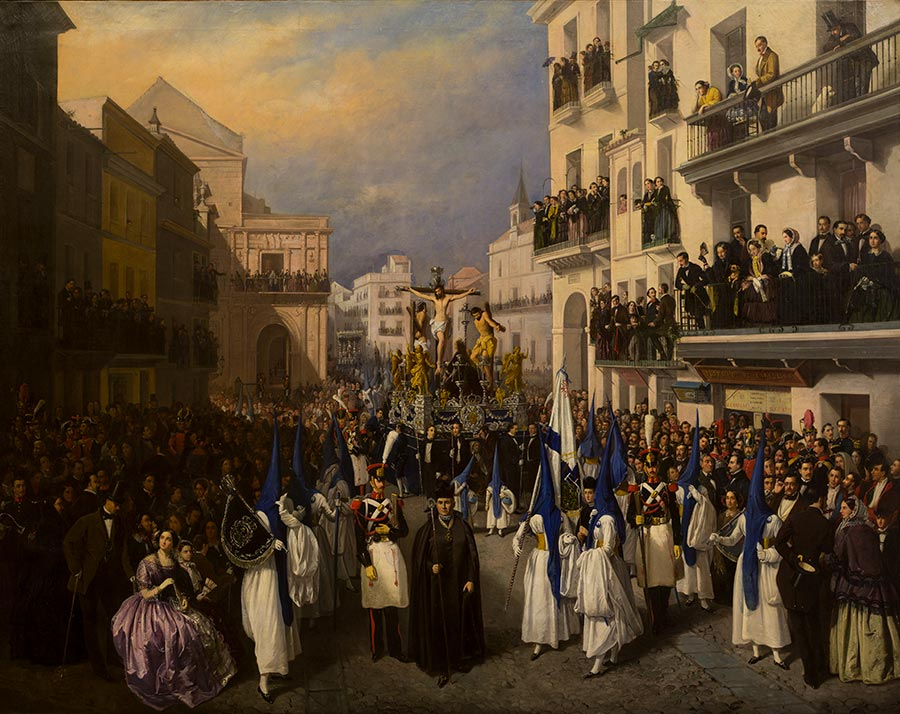
Procesión en Sevilla, obra de Manuel Cabral Aguado-Bejarano (1855), conservado en el Museo Nacional de Bellas Artes de La Habana.

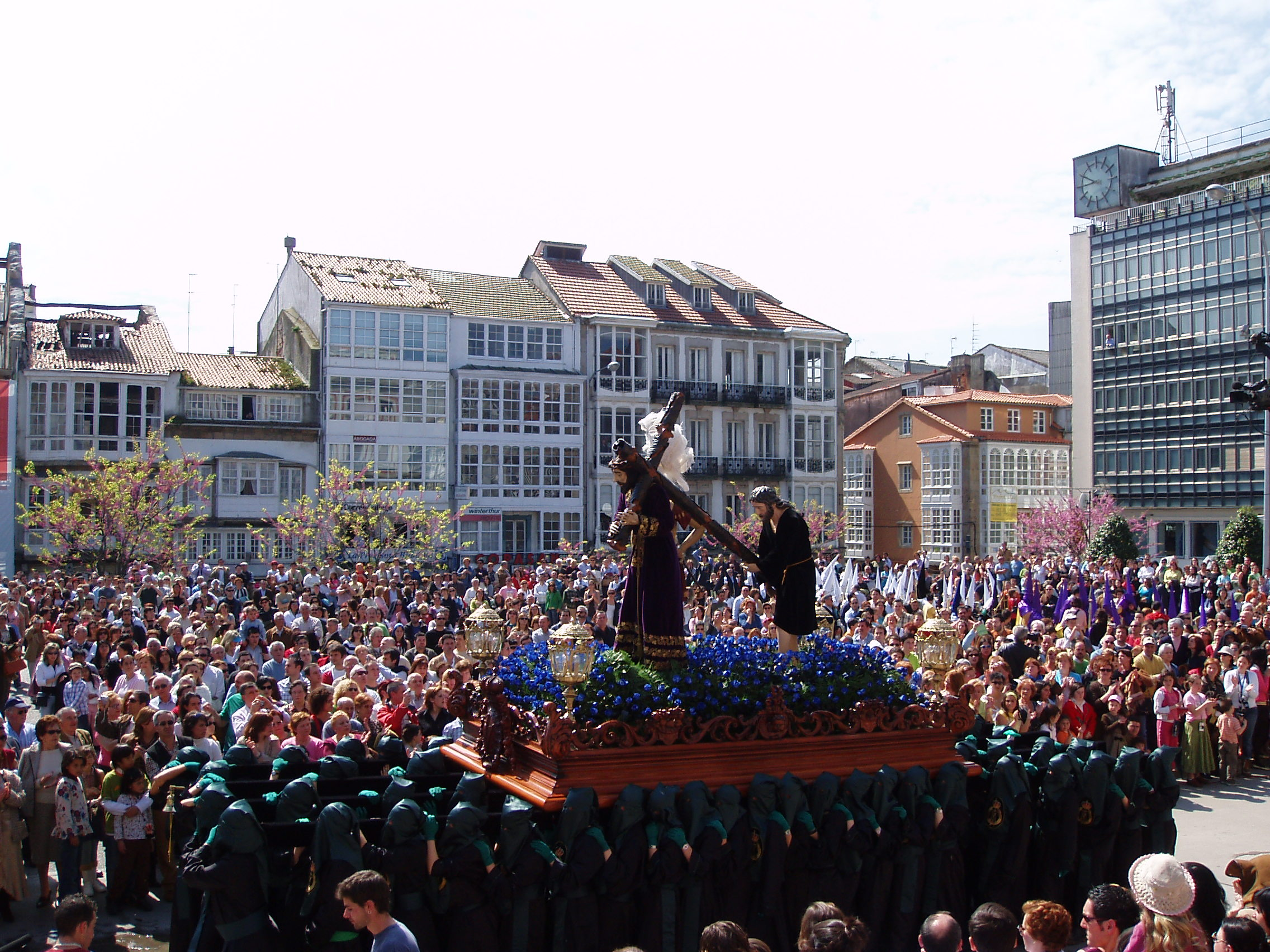
Paso de Jesús Nazareno, Ferrol

Las vida cofrade experimentó altibajos durante los siglos XVII y XVIII.
La Edad Contemporánea (de la Revolución Francesa en adelante) en España, al igual que en otros países de Europa, ha estado marcada por la cuestión religiosa o conflicto, a menudo violento, entre clericalismo y anticlericalismo, que ha influido en los sucesivos cambios de régimen producidos en España, a las relaciones entre Iglesia y Estado y, de forma más local, a la vida en las cofradías de penitencia.
La invasión francesa (1808-1814) trajo consigo el saqueo o la destrucción del patrimonio de templos y monasterios e incluso el derribo de muchos de los mismos. Las desamortizaciones, que pretendían acabar con las instituciones que no generaban ningún beneficio económico, provocaron la exclaustración de muchos monasterios y la dispersión o pérdida del arte sacro que contenían.
La Revolución Gloriosa de 1868, que tenía un profundo carácter laicista y desacralizó muchos templos aduciendo un exceso de iglesias y parroquias.
Finalmente, se puede citar la II República (1931-1936), cuya Constitución establecía un Estado laico, cuestión rechazada de plano por la derecha y la Iglesia católica. Durante la II República y en la zona republicana de la Guerra Civil (1936-1939) que le sucedió, grupos anticlericales de izquierda arrasaron y asaltaron centenares de templos, destruyéndose por ende buena parte del patrimonio cofrade.
Entre finales del siglo XIX y la primera mitad del siglo XX las ciudades donde había un buen número de hermandades católicas comienzan a crear federaciones locales vinculadas a la jerarquía eclesiástica con los apelativos de Federación, Consejo General o Agrupación de Hermandades y Cofradías. Las épocas de mayor formación de hermandades nuevas o de recuperación de hermandades pretéritas en el siglo XX fueron los años 20 y, tras el lapso republicano, a lo largo del franquismo. También se fundaron decenas de nuevas hermandades de penitencia durante los años 80 y 90.
A partir de la década de 1960, España empezó a destacarse como destino turístico internacional. A partir de 1980, el Estado ha ido considerando a la Semana Santa de diferentes lugares como de Interés Turístico Nacional o Internacional. En 1980, las primeras semanas en recibir la declaración de Fiesta de Interés Turístico Internacional fueron Sevilla, Valladolid, Zamora, Málaga y Cuenca.

## Celebraciones de Interés Turístico Internacional y Nacional

### Interés Turístico Internacional
Este reconocimiento lo otorga la Secretaría de Estado de Turismo del gobierno español desde 1980. La Semana Santa de Zamora es la primera y única[cita requerida] en ser declarada Bien de Interés Cultural. Además a día de hoy, es la única que se encuentra en la lista de candidatas a Patrimonio Inmaterial de la Humanidad.[cita requerida]
| Celebración                             | Municipio | Provincia  | Comunidad autónoma   | Año de concesión |
| --------------------------------------- | --- | ---------- | -------------------- | ---------------- |
| Semana Santa en Cuenca                  | Cuenca | Cuenca     | Castilla-La Mancha   | 1980             |
| Semana Santa en Málaga                  | Málaga | Málaga     | Andalucía            | 1980             |
| Semana Santa en Sevilla                 | Sevilla | Sevilla    | Andalucía            | 1980             |
| Semana Santa en Valladolid              | Valladolid | Valladolid | Castilla y León      | 1980             |
| Semana Santa en Zamora                  | Zamora | Zamora     | Castilla y León      | 1986             |
| Procesión del Domingo de Ramos en Elche | Elche | Alicante   | Comunidad Valenciana | 1997             |
| Semana Santa en León                    | León | León       | Castilla y León      | 2002             |
| Semana Santa en Salamanca               | Salamanca | Salamanca  | Castilla y León      | 2003             |
| Semana Santa en Cartagena               | Cartagena | Murcia     | Región de Murcia     | 2005             |
| Semana Santa en Hellín                  | Hellín | Albacete   | Castilla-La Mancha   | 2007             |
| Semana Santa en Lorca                   | Lorca | Murcia     | Región de Murcia     | 2007             |
| Semana Santa en Medina de Rioseco       | Medina de Rioseco | Valladolid | Castilla y León      | 2009             |
| Semana Santa en Granada                 | Granada | Granada    | Andalucía            | 2009             |
| Semana Santa en Orihuela                | Orihuela | Alicante   | Comunidad Valenciana | 2010             |
| Semana Santa en Crevillente             | Crevillente | Alicante   | Comunidad Valenciana | 2011             |
| Semana Santa en Murcia                  | Murcia | Murcia     | Región de Murcia     | 2011             |
| Semana Santa en Cáceres                 | Cáceres | Cáceres    | Extremadura          | 2011             |
| Semana Santa en Medina del Campo        | Medina del Campo | Valladolid | Castilla y León      | 2012             |
| Semana Santa en Palencia                | Palencia | Palencia   | Castilla y León      | 2012             |
| Semana Santa en Vivero                  | Vivero | Lugo       | Galicia              | 2013             |
| Semana Santa en Ferrol                  | Ferrol | La Coruña  | Galicia              | 2014             |
| Semana Santa en el Bajo Aragón          | Albalate del Arzobispo, Alcañiz, Alcorisa, Andorra, Calanda, Hijar, La Puebla de Hijar, Samper de Calanda y Urrea de Gaén | Teruel     | Aragón               | 2014             |
| Semana Santa en Zaragoza                | Zaragoza | Zaragoza   | Aragón               | 2014             |
| Semana Santa en Ávila                   | Ávila | Ávila      | Castilla y León      | 2014             |
| Semana Santa en Toledo                  | Toledo | Toledo     | Castilla-La Mancha   | 2014             |
| Semana Santa en Mérida                  | Mérida | Badajoz    | Extremadura          | 2018             |
| Semana Santa en Jumilla                 | Jumilla | Murcia     | Región de Murcia     | 2019             |
| Semana Santa en Mula                    | Mula | Murcia     | Región de Murcia     | 2022             |
| Semana Santa en Cieza                   | Cieza | Murcia     | Región de Murcia     | 2023             |

|                                           |
| Virgen de la Gracia y Esperanza, Cáceres. |

|                                  |
| Virgen de la Caridad, Cartagena. |

|                                    |
| Jesús de las Tres Caídas, Granada. |

|                      |
| Tamborada en Hellín. |

|                               |
| Procesión de los Pasos, León. |

|                               |
| Virgen de la Amargura, Lorca. |

|                     |
| El Cautivo, Málaga. |

|  |
|  |

|                                     |
| Procesión de los Salzillos, Murcia. |

|                           |
| Jesús Nazareno, Orihuela. |

|                                         |
| Nuestra Señora de la Soledad, Palencia. |

|                                           |
| Cristo de la Agonía Redentora, Salamanca. |

|                                 |
| Virgen de la Macarena, Sevilla. |

|                             |
| Paso en Pucela, Valladolid. |

|                               |
| Virgen de la Soledad, Zamora. |

|                                    |
| Procesión de las Palmas, Zaragoza. |

|                                  |
| Virgen de las Angustias, Toledo. |

|                                     |
| Abrazo en la Morquera, Crevillente. |

|                          |
| Domingo de Ramos, Elche. |

|                            |
| Las Cinco Llagas, Jumilla. |

### Interés Turístico Nacional
Este reconocimiento es otorgado por la Secretaría de Estado de Turismo del Gobierno de España. 
Algunas festividades, como la Semana Santa de Úbeda o la de Huércal-Overa, recibieron el reconocimiento de Interés Turístico por parte del gobierno, pero sin los términos "Nacional" e "Internacional". Además, existen otras menciones de Interés Turístico otorgadas por las administraciones de las comunidades autónomas.
| Celebración                                                       | Municipio | Provincia   | Comunidad autónoma   | Año de concesión |
| ----------------------------------------------------------------- | --- | ----------- | -------------------- | ---------------- |
| La Passió de Cervera                                              | Cervera | Lérida      | Cataluña             | 1980             |
| Pasión de Esparraguera                                            | Esparraguera | Barcelona   | Cataluña             | 1980             |
| Semana Santa en Alcira                                            | Alcira | Valencia    | Comunidad Valenciana | 1988             |
| Semana Santa en Tobarra                                           | Tobarra | Albacete    | Castilla-La Mancha   | 1988             |
| Semana Santa en Cabra                                             | Cabra | Córdoba     | Andalucía            | 1989             |
| Semana Santa en Jerez de la Frontera                              | Jerez de la Frontera | Cádiz       | Andalucía            | 1993             |
| Semana Santa en Riogordo                                          | Riogordo | Málaga      | Andalucía            | 1997             |
| Semana Santa en Baena                                             | Baena | Córdoba     | Andalucía            | 2001             |
| Semana Santa en Ocaña                                             | Ocaña | Toledo      | Castilla-La Mancha   | 2002             |
| Volatín de Tudela y La Bajada del Ángel                           | Tudela | Navarra     | Navarra              | 2002             |
| Semana Santa en Sagunto                                           | Sagunto | Valencia    | Comunidad Valenciana | 2004             |
| Semana Santa en Ciudad Real                                       | Ciudad Real | Ciudad Real | Castilla-La Mancha   | 2006             |
| Semana Santa en Teruel                                            | Teruel | Teruel      | Aragón               | 2006             |
| Semana Santa en Mula                                              | Mula | Murcia      | Región de Murcia     | 2009             |
| Semana Santa de Badajoz                                           | Badajoz | Badajoz     | Extremadura          | 2011             |
| Semana Santa en Astorga                                           | Astorga | León        | Castilla y León      | 2011             |
| Bajada del Ángel                                                  | Peñafiel | Valladolid  | Castilla y León      | 2011             |
| Semana Santa Marinera                                             | Valencia | Valencia    | Comunidad Valenciana | 2012             |
| Pasión Viviente de Castro-Urdiales                                | Castro-Urdiales | Cantabria   | Cantabria            | 2012             |
| Semana Santa en Cieza                                             | Cieza | Murcia      | Región de Murcia     | 2012             |
| Semana Santa en Burgos                                            | Burgos | Burgos      | Castilla y León      | 2013             |
| Semana Santa Calagurritana                                        | Calahorra | La Rioja    | La Rioja             | 2014             |
| Semana Santa en Ponferrada                                        | Ponferrada | León        | Castilla y León      | 2015             |
| Semana Santa en Logroño                                           | Logroño | La Rioja    | La Rioja             | 2015             |
| Semana Santa en Jerez de los Caballeros                           | Jerez de los Caballeros | Badajoz     | Extremadura          | 2015             |
| Semana Santa en Barbastro                                         | Barbastro | Huesca      | Aragón               | 2016             |
| Semana Santa del Campo de Calatrava o Ruta de la Pasión Calatrava | Bolaños de Calatrava Semana Santa en Bolaños de Calatrava, Almagro, Calzada de Calatrava, Granátula de Calatrava, Pozuelo de Calatrava, Moral de Calatrava | Ciudad Real | Castilla-La Mancha   | 2016             |
| Semana Santa en Albacete                                          | Albacete | Albacete    | Castilla-La Mancha   | 2017             |
| Semana Santa en Segovia                                           | Segovia | Segovia     | Castilla y León      | 2017             |
| Pasión Viviente de Oliva de la Frontera                           | Oliva de la Frontera | Badajoz     | Extremadura          | 2018             |
| Semana Santa en Gandía                                            | Gandía | Valencia    | Comunidad Valenciana | 2019             |
| Semana Santa de Alcalá de Henares                                 | Alcalá de Henares | Madrid      | Madrid               | 2019             |
| Semana Santa en Almería                                           | Almería | Almería     | Andalucía            | 2019             |
| Semana Santa en Cádiz                                             | Cádiz | Cádiz       | Andalucía            | 2022             |
| Semana Santa en Alicante                                          | Alicante | Alicante    | Comunidad Valenciana | 2022             |
| Semana Santa en Sahagún                                           | Sahagún | León        | Castilla y León      | 2023             |
| Semana Santa en Córdoba                                           | Córdoba | Córdoba     | Andalucía            | 2023             |

|                          |
| Jesús Nazareno, Sagunto. |

|                              |
| Cristo de Medinaceli, Cádiz. |

|                              |
| El Desencadenamiento, Ocaña. |

|                                         |
| Virgen de Loreto, Jerez de la Frontera. |

|                       |
| Tamborada de Tobarra. |

|                                           |
| María Santísima del Mayor Dolor, Badajoz. |

|                                       |
| El Descendimiento, Alcalá de Henares. |

|                                       |
| Nuestra Señora de la Soledad, Alzira. |

## Gastronomía popular

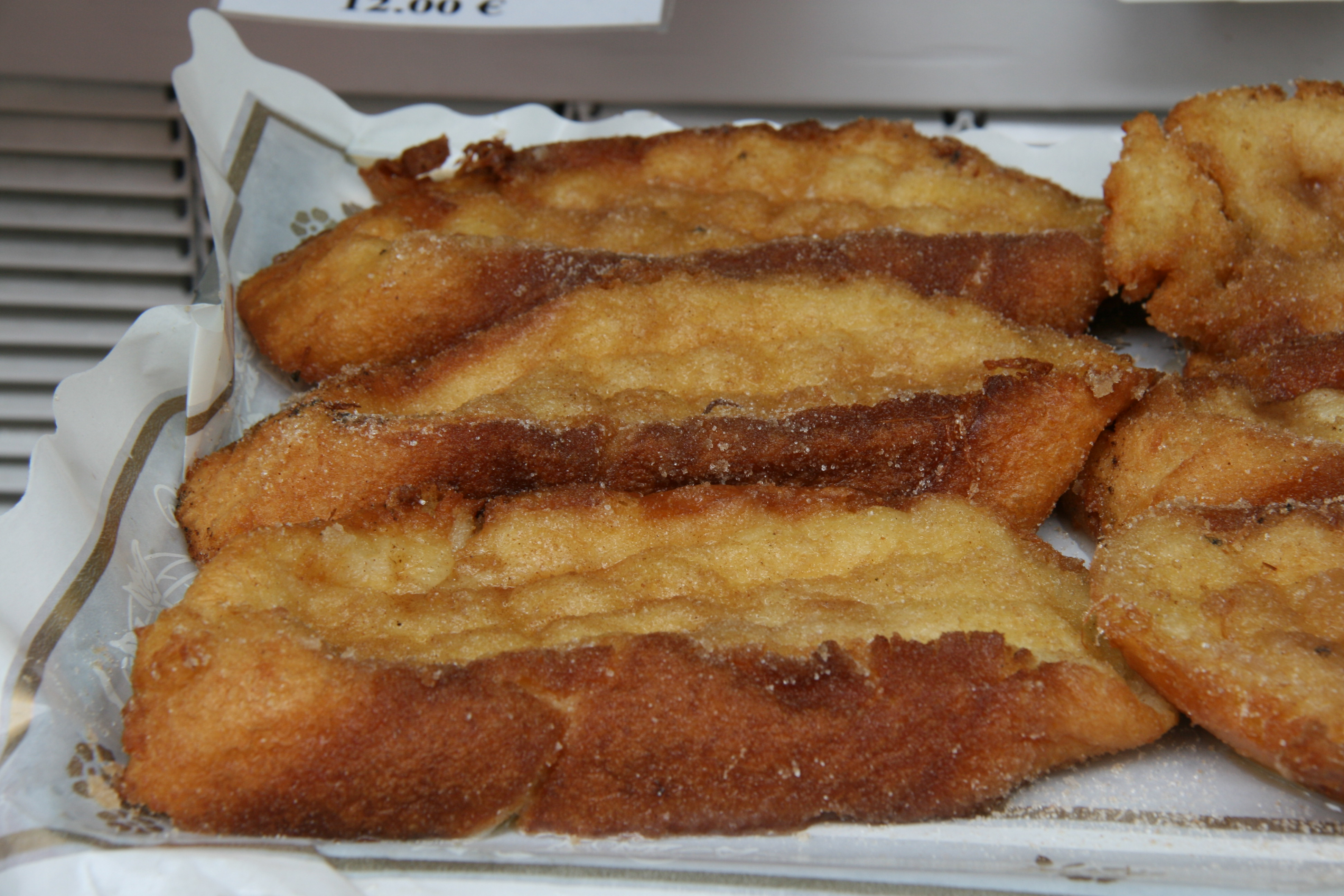
Torrijas.

En Semana Santa son muy típicas las torrijas, un postre hecho con pan duro, leche, azúcar, canela, huevos y aceite de oliva. Es típico que cada familia las haga al menos una vez en Semana Santa.
La gastronomía de Semana Santa varía según la región:
- En el norte de España, destacan las sopas de ajo, muy consumidas en Castilla y León, y el bacalao a la vizcaína en el País Vasco. En Galicia es tradicional la empanada de bacalao con pasas. En Asturias y Cantabria, los frisuelos (similares a crepes) son un postre habitual en estas fechas.

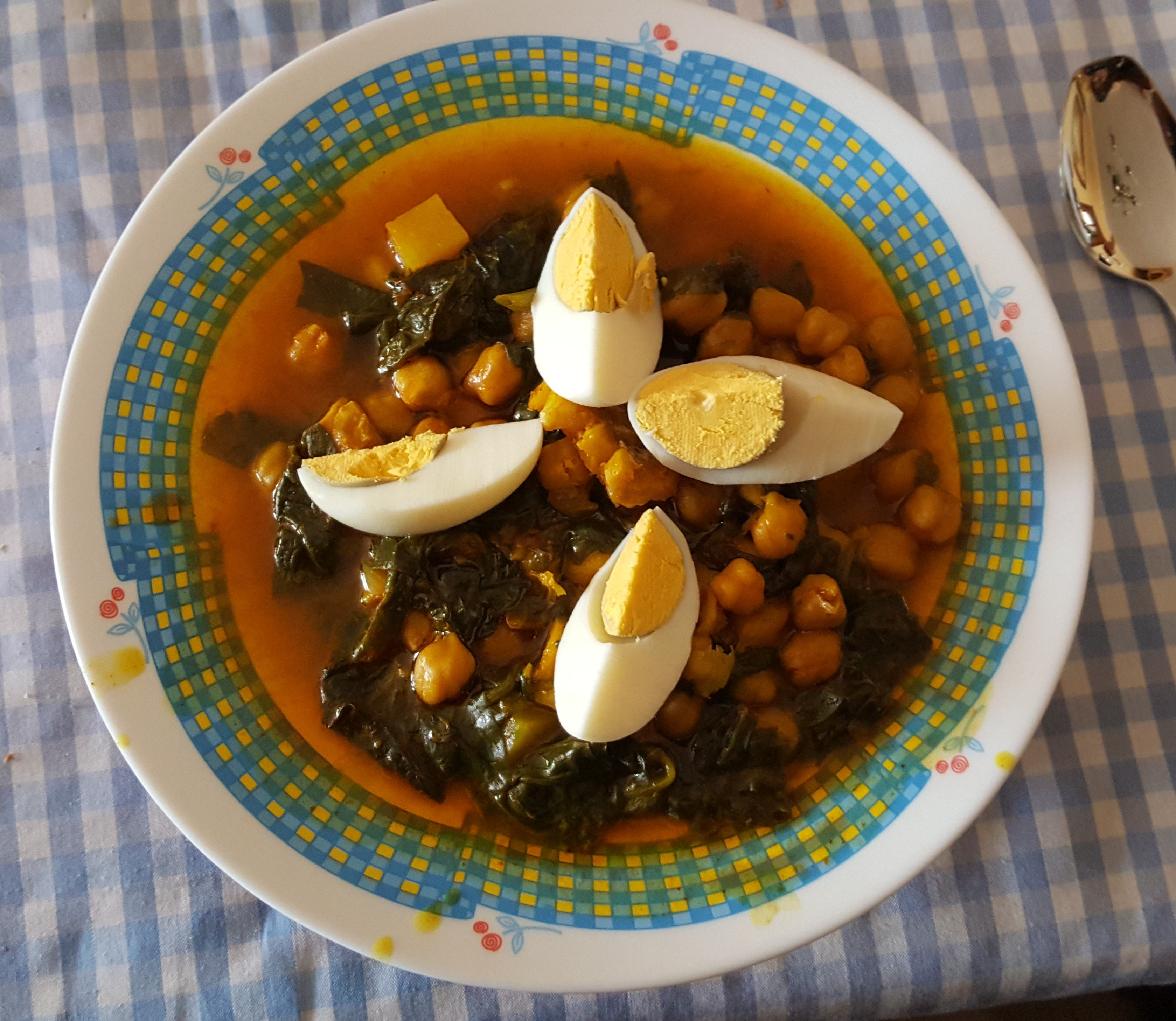
Potaje de vigilia.

- En el centro de España, además de las torrijas, se comen bartolillos madrileños (empanadillas rellenas de crema y fritas) y potaje de vigilia, un guiso de garbanzos con espinacas y bacalao muy común en Castilla-La Mancha y Madrid.

- En el sur de España, especialmente en Andalucía, son típicos los pestiños, dulces fritos bañados en miel o azúcar, y las flores de Semana Santa. También se consume mucho bacalao frito o en tomate.
- En el este de España, en la Comunidad Valenciana, Cataluña y Murcia, la Mona de Pascua es la protagonista. Se trata de un bollo tradicional que puede llevar huevo duro o, en su versión más moderna, chocolate. En estas zonas también son comunes los buñuelos de calabaza.

Cada región tiene sus especialidades, pero en toda España se mantiene la tradición de evitar la carne y dar protagonismo al pescado y los dulces típicos.